# Baldwin (półwysep)
Baldwin – półwysep w stanie Alaska, nad Morzem Czukockim o długości 72 km i szerokości wahającej się pomiędzy 2 i 19 km.